# طواف سان سيباستيان 2017
طواف سان سيباستيان 2017 (بالإنجليزية: 2017 Clásica de San Sebastián)‏ هو سباق دراجات هوائية، وهو الموسم رقم 37 من نفس السباق، وأقيم في 29 يوليو 2017، وهو أحد سباقات طواف العالم للدراجات 2017، وهو من نوع سباق يوم واحد، وقد شارك في السباق 159 متسابقاً ووصل إلى نهايته 86 متسابقاً.
فاز فيه بالمركز الأول ميكال كوياتكووسكي، وبالمركز الثاني توني قالوبا، وبالمركز الثالث باوك موليما.

## الفرق
| فرق عالمية (18)- AG2R La Mondiale - Astana - Bahrain-Merida - BMC Racing Team - Bora-Hansgrohe - Cannondale-Drapac - Dimension Data - FDJ - Katusha-Alpecin - Lotto NL-Jumbo - Lotto-Soudal - Movistar Team - Orica-Scott - Quick-Step Floors - سكاي - سنويب - Trek-Segafredo - UAE Team Emirates فرق قارية محترفة (2)- كاجا رورال-سيغوروس 2017 ‏ - Cofidis, Solutions Crédits |  |
| |  |

## التصنيف العام النهائي
| التصنيف العام | التصنيف العام     | التصنيف العام   | التصنيف العام   | التصنيف العام |        |
| الدراج        | الدراج            | البلد           | الفريق          | الوقت         | السرعة |
| ------------- | ----------------- | --------------- | --------------- | ------------- | ------ |
| 1.            | ميكال كوياتكووسكي | بولندا          | سكاي            | 5 س 52 د 53 ث |        |
| 2.            | توني قالوبا       | فرنسا           | لوتو سودال      | + 0 ث         |        |
| 3.            | باوك موليما       | هولندا          | تريك سيغافريدو  | + 0 ث         |        |
| 4.            | توم دومولين       | هولندا          | سنويب           | + 0 ث         |        |
| 5.            | مايكل اندا        | إسبانيا         | سكاي            | + 2 ث         |        |
| 6.            | البرتو بيتول      | إيطاليا         | كانونديل دراباك | + 28 ث        |        |
| 7.            | أنتوني رو         | فرنسا           | إف دي جي        | + 38 ث        |        |
| 8.            | جريج فان أفرمت    | بلجيكا          | بي إم سي راسينغ | + 38 ث        |        |
| 9.            | تيسج بنوت         | بلجيكا          | لوتو سودال      | + 38 ث        |        |
| 10.           | نيكولاس روش       | جمهورية أيرلندا | بي إم سي راسينغ | + 38 ث        |        |

## وصلات خارجية
- طواف سان سيباستيان 2017 على موقع إحصائيات الدراجات الإحترافية (الإنجليزية)